# Konrad Hartls Lebensschicksal
Konrad Hartls Lebensschicksal ist ein österreichisch-ungarisches Stummfilmdrama aus dem Jahre 1918 mit propagandistischen Untertönen, das von Jakob Fleck sowie Luise und Anton Kolm mit Walter Huber in der Titelrolle produziert wurde.

## Handlung
Österreich im Ersten Weltkrieg. Der Optiker Konrad Hartl wird zum Militär eingezogen und kommt an die Front. Bei einem Patrouillengang gerät er unter feindlichen Beschuss, wird verwundet und erblindet. Wieder zurück im Zivilleben kann er mit Hilfe des Vereins der Kriegsblinden wieder Fuß fassen im Leben und erlernt den Beruf eines Buchbinders. Der Staat lässt ihn auch sonst nicht im Stich. Man schenkt ihm ein kleines Häuschen, in das Hartl mit seiner Braut Stephanie, die er nun endlich heiraten kann, einzieht.

## Produktionsnotizen
Konrad Hartls Lebensschicksal entstand Ende 1917 und wurde am 4. Februar 1918 im Wiener Urania-Kino uraufgeführt. Der Vierakter besaß eine Länge von 1763 respektive 1800 Meter.
Der Film wurde als Werbefilm für den Verein der Kriegsblinden eingesetzt.

## Kritik
Paimann’s Filmlisten resümierte: „Stoff sehr gut (ergreifend). Spiel sehr gut. Photos teilweise matt. Szenerie recht gut.“